# Mauerlatte

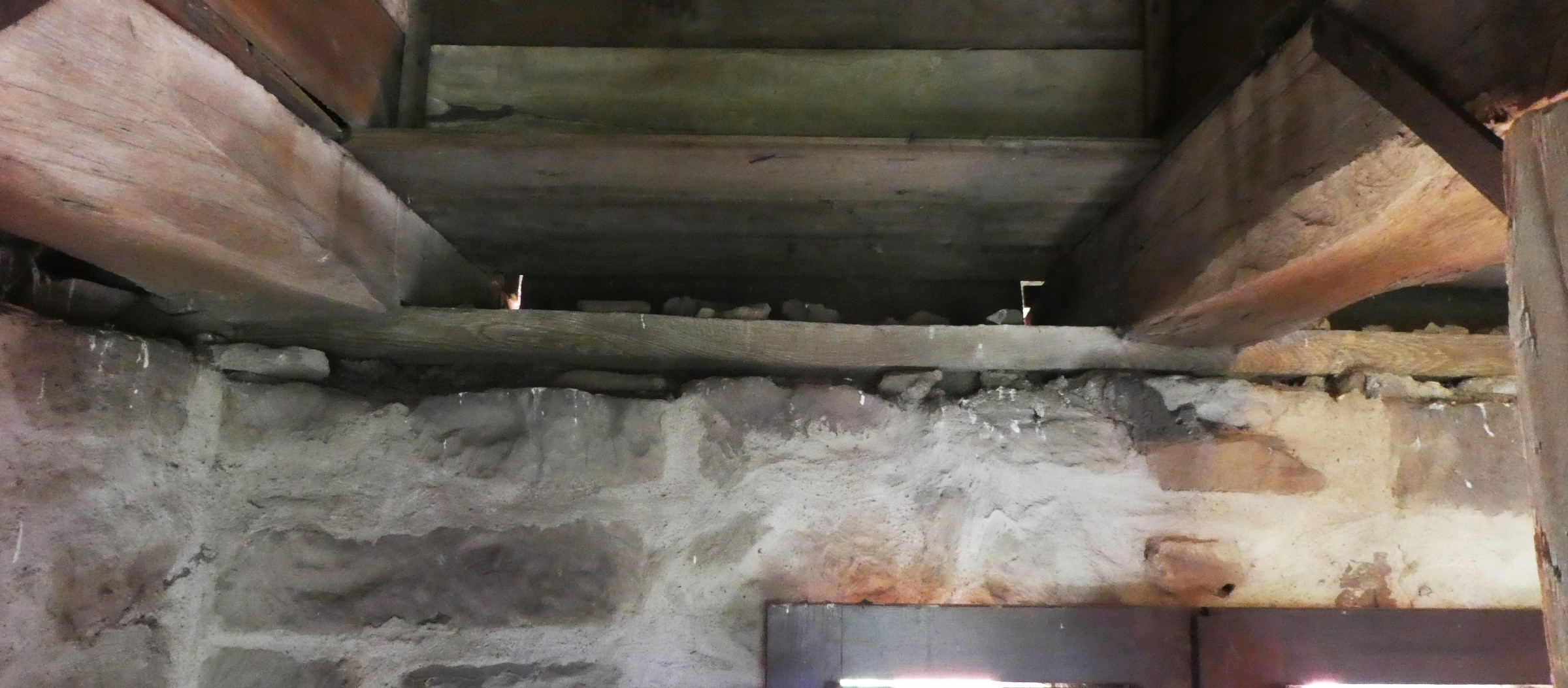
Mauerlatte auf einer Mauerkrone, als Auflager für Deckenbalken

Eine Mauerlatte ist im Bauwesen das auf einer Mauerkrone befindliche Langholz als Auflager und Druckausgleich einer Balkenlage.

## Konstruktion
Die Mauerlatte liegt in der Regel auf der Außenwand oder dem Kniestock auf und dient als Auflager für die Deckenbalken oder die Sparren der Dachkonstruktion. In letzterem Fall wird sie auch Fußpfette genannt.
Die Verwendung einer Mauerlatte erleichtert die Befestigung der Deckenbalken zur Lagesicherung und den Höhenausgleich bei einer unebenen Mauerkrone.
Die Verbindung von Deckenbalken und Mauerlatte geschah traditionell durch Kämmung oder mittels Dollen (Holzdübeln). Heute werden überwiegend Bolzen oder lange Holzbauschrauben verwendet. Insbesondere, wenn das Mauerwerk zwischen den Balken hochgeführt wurde, kann aber auch auf eine Verbindung der Balken zur Mauerlatte verzichtet werden.
Da die Mauerlatte in der Regel vollflächig aufliegt, muss sie lediglich ausreichend stark sein, um Bolzen, Nagel oder Schraube einen sicheren Halt zu ermöglichen.
Ihre Breite sollte so bemessen sein, dass die Holzfasern des aufliegenden Holzes nicht durch eine allzu hohe Druckspannung gequetscht werden. Eine Breite von 10 cm reicht in der Regel aus.

## Gefährdung durch Feuchtigkeit
In der Vergangenheit wurde die Dachhaut oft nicht so dicht hergestellt, wie dies heute geschieht, so dass unter Umständen gewisse Mengen Regenwasser in die Außenwand laufen konnten. Bei Dächern mit Schneefang sowie aufgrund verminderter Dachneigung bei Sparrendächern im Bereich der Aufschieblinge war besonders der Bereich nahe der Traufe gefährdet. Die sich hier sammelnde Schneepackung konnte das im Frühjahr ablaufende Tauwasser aufstauen und durch die Dachdeckung abfließen lassen.
Geringe Mengen eindringenden Wassers können sich oft im Mauerwerk verteilen, ohne bemerkt zu werden.
Die erhöhte Mauerfeuchtigkeit ermöglicht jedoch das Wachstum von holzzersetzenden Pilzen in Holzbauteilen, die Kontakt mit dem Mauerwerk haben, insbesondere also in Balkenköpfen und Mauerlatte.
Nach DIN 68800-3 muss in dieser Einbausituation zumindest in Altbauten wohl von Gefährdungsklasse 2 ausgegangen werden, was die Behandlung mit einem Holzschutzmittel nahelegt, wenn nicht sichergestellt werden kann, dass das Mauerwerk dauerhaft trocken gehalten wird. Hierfür eignet sich neben einer Druckimprägnierung das lokale Aufbringen von relativ unschädlichen Borsalzen.
Aufgrund der Erfahrungen mit unplanmäßig erhöhter Mauerwerksfeuchte wird gelegentlich geraten, widerstandsfähigeres Eichenholz zu verwenden, oder ganz auf die Mauerlatte zu verzichten und die Balkenköpfe direkt auf dem Mauerwerk aufzulagern. Da die Balkenköpfe eine geringere Kontaktfläche zum Mauerwerk haben, sind sie etwas weniger fäulnisgefährdet. Auch ist es einfacher, die Balkenköpfe durch eine kapillarbrechende Schicht vom Mauerwerk zu isolieren sowie für eine Luft-Umspülung des Holzes zu sorgen, um eine eventuell erhöhte Mauerwerksfeuchtigkeit verdunsten zu lassen und die Balkenköpfe trocken zu halten.
Aus diesen Gründen ist es sinnvoll, auch unter der Mauerlatte eine Sperrschicht vorzusehen. Wird eine Folie oder Dachpappe verwendet, dann sollte darauf geachtet werden, dass diese keinesfalls breiter als die Mauerlatte ausgeführt oder gar seitlich an dieser hochgeführt wird. Andernfalls können eindringendes Regenwasser und Tauwasser schlecht ablaufen und die Mauerlatte wird durchfeuchtet. Die Mauerlatte sollte an keiner Seite Kontakt mit dem umgebenden Mauerwerk oder mit Baumaterialien haben, welche Feuchtigkeit von der Außenseite der Außenwand kapillar zum Holz führen können.
Die DIN 68800 sieht in Teilen 2 und 4 zudem einen wenigstens 2 cm breiten Luftspalt sowie eine Dämmschicht zwischen Luftschicht und äußerem Mauerwerk vor. Durch die Dämmschicht von wenigstens 2 cm Stärke soll die Bildung von Tauwasser vermieden werden, wenn feucht-warme Raumluft aus dem darunterliegenden Raum in die Deckenebene gelangt und durch den Luftspalt aufsteigt.
Die Gefahr, dass Mauerwerksfeuchte vom Hausinneren zur Mauerlatte gelangt, ist wesentlich geringer, als dass dies infolge von Schlagregen von außen oder bei einem Wasserschaden von oben geschieht.
Der in DIN 68800-4 vorgesehene freie Luftstrom um die Balkenköpfe zur Abtrocknung eventuell eindringender Feuchtigkeit lässt sich in den meisten Gebäuden kaum geschoßübergreifend umsetzen, da aus verschiedenen Gründen ein geschlossener und luftdichter unterer Deckenabschluss erforderlich ist:
- die Schallschutz-Anforderungen nach DIN 4109 lassen sich nicht einhalten,
- die geforderte Feuerwiderstandsklasse nach DIN 4102 (meist F 30-B) lässt sich nicht erreichen,
- EnEV und DIN 4108 fordern aus Gründen des Wärmeschutzes eine luftdichte Gebäude-Außenhaut,
- die durch einen undichten Deckenaufbau aufsteigende Luft kann einen vielfach unerwünschten Luftzug hervorrufen,
- falls das Gebäude nicht über eine geschlossene Dämmschicht auf der Außenseite der Außenwände verfügt, so kann auch eine in Höhe des Deckenaufbaus eingelegte Dämmschicht die Tauwasserbildung bei kalten Außentemperaturen nicht völlig ausschließen.[3]

Als Alternative bietet es sich an, die Mauerlatte mit Dämmstoff zu umgeben. Auf der Unterseite sollte wasserundurchlässiger Dämmstoff aus Schaumglas, Neopren oder Hartschaum verwendet werden, wobei letzterer unter Umständen negative Auswirkungen auf den Schallschutz haben könnte.
An der Außen- und Oberseite sollte dampfdiffusionsoffener Dämmstoff verwendet werden. Falls eine Durchfeuchtung der Außenwand durch Schlagregen ausgeschlossen werden kann (z. B. unter Dachüberstand, an der wetterabgewandten (Süd- und) Ostseite, bei doppelschaliger, gedämmter oder verkleideter Fassade) können auch natürliche Dämmstoff aus Holzfasern, Zellulose, Hanf oder ähnlichem verwendet werden, die aufgrund kapillarer Leitfähigkeit zudem für einen schnellen Abtransport von flüssigem Wasser bei unplanmäßigem Feuchtigkeitseintrag sorgen.
Luftschichten in der Wandebene sollten entweder vermieden werden, da sie den kapillaren Abtransport von entstehendem Tauwasser behindern, oder mit einem größeren Luftvolumen in Verbindung stehen (wie zum Beispiel dem des Deckenzwischenraums), so dass anfallendes Kondensat abtrocknen kann.